# Савруш
Савру́ш (рос. Савруш) — селище у складі Сєверного району Оренбурзької області, Росія.

## Населення
Населення — 106 осіб (2010; 144 у 2002).
Національний склад (станом на 2002 рік):
- татари — 90 %